# Joseph Smith III

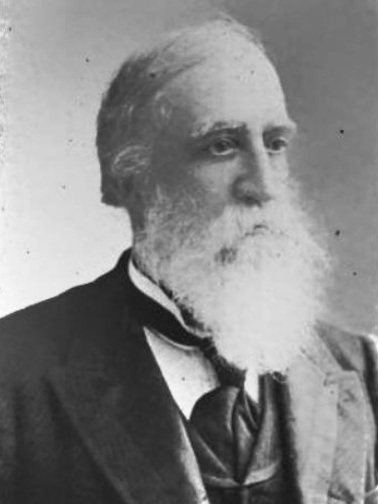
Joseph Smith III

Joseph Smith (1832–1914) var den förste presidenten för den Reorganiserade Jesu Kristi Kyrka av Sista Dagars Heliga och tillika äldste överlevande son till Joseph Smith.  
Smith föddes den 6 november 1832, i Kirtland, Ohio, som son till Emma Hale Smith och Joseph Smith, som två år tidigare grundat Kristi Kyrka.
1838 flyttade familjen Smith till Far West, Missouri där fadern arresterades, delvis på grund av händelser under mormonkriget. 
När Smith var 11 år gammal blev fadern mördad av en pöbelhop, under en fängelsevistelse. Efter faderns död uppstod tvister om vem skulle efterträda denne som ledare för kyrkan. Majoriteten av mormonerna följde Brigham Young till Utah men andra stannade i Illinois, däribland några av Smiths nära släktingar. 
På 1850-talet trädde det fram en grupp som hävdade att Joseph Smith III var Smiths rätte efterträdare. I april bildade dessa den reorganiserade kyrkan med Joseph Smith III som ledare.
1856 gifte han sig med Emmeline Griswold. Joseph Smith III och hans andra hustru Bertha Madison fick nio barn.
När Joseph Smith III dog 1914 efterträddes han i tur och ordning av sönerna Frederick M. Smith, Israel A. Smith och W. Wallace Smith.